# Carl Jensen

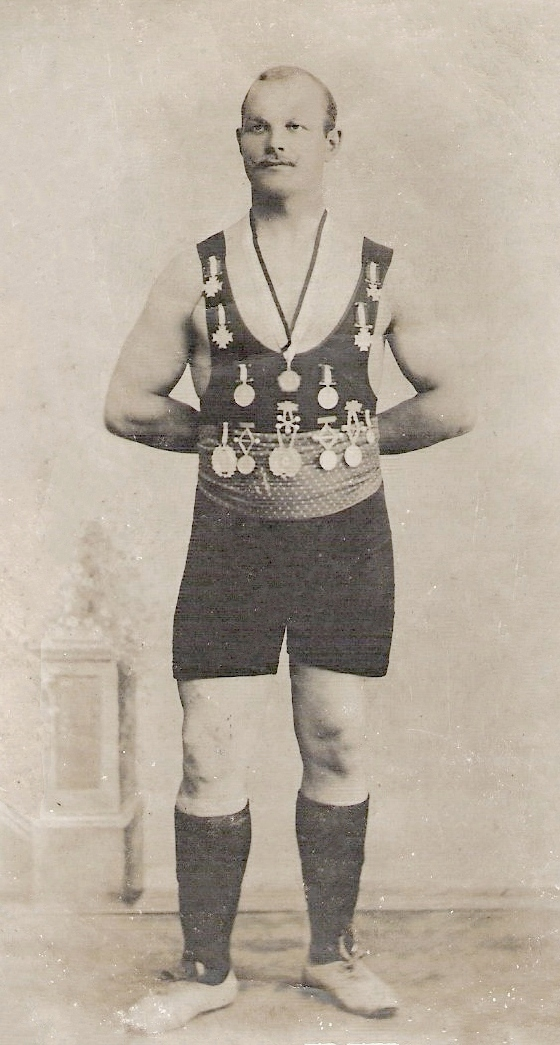
Antigua foto de Carl Jensen.

Carl Marinus Jensen (nacido el 13 de septiembre de 1882, fallecido el 4 de abril de 1942) fue un luchador danés que compitió en los Juegos Olímpicos de 1908 en Londres.
Jensen ganó la medalla de bronce olímpica en lucha libre en los Juegos Olímpicos de 1908 en Londres. Se quedó en tercer lugar en la categoría de peso pesado ligero hasta 93 kilogramos en estilo grecorromano detrás de los finlandeses Verner Weckman y Yrjö Saarela.